# Gräberfeld von Folkeslunda

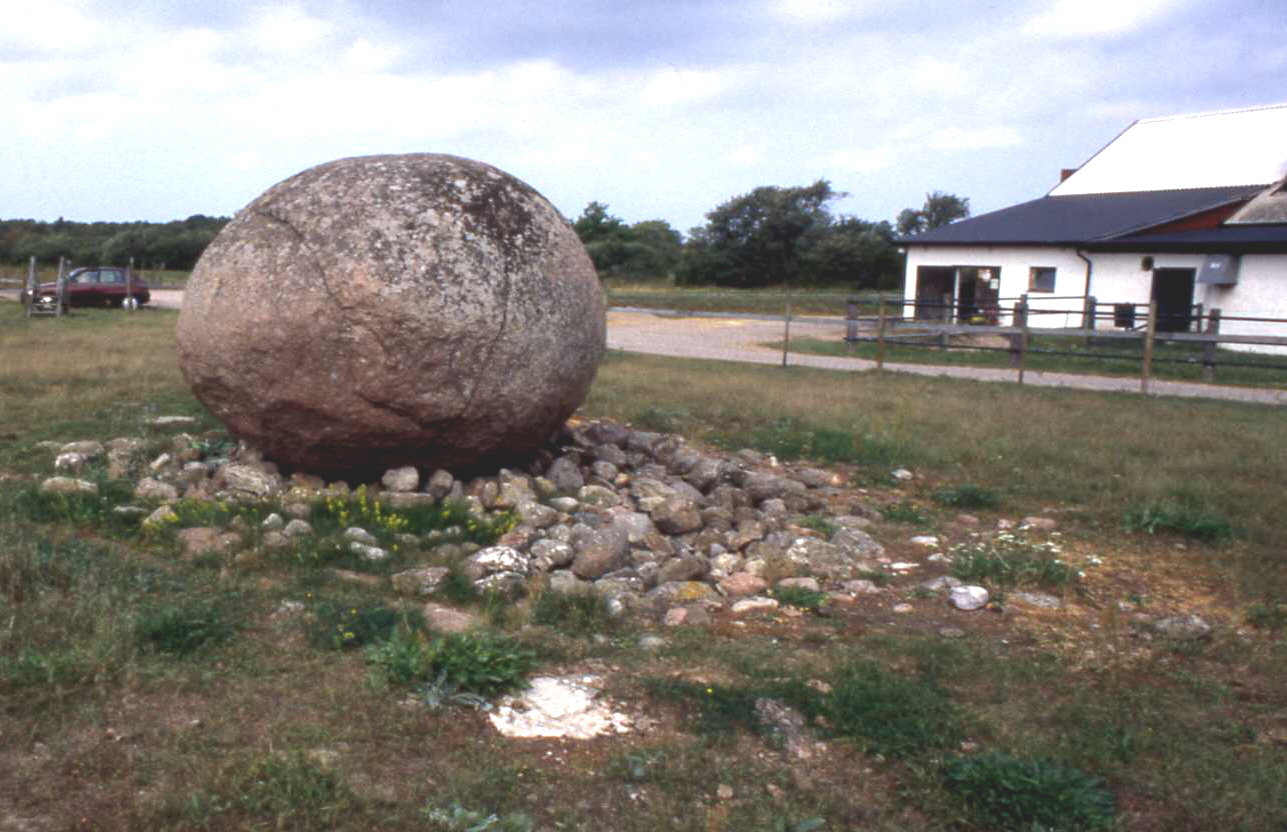
Wälters sten oder auch Kroppkakor auf dem Gräberfeld

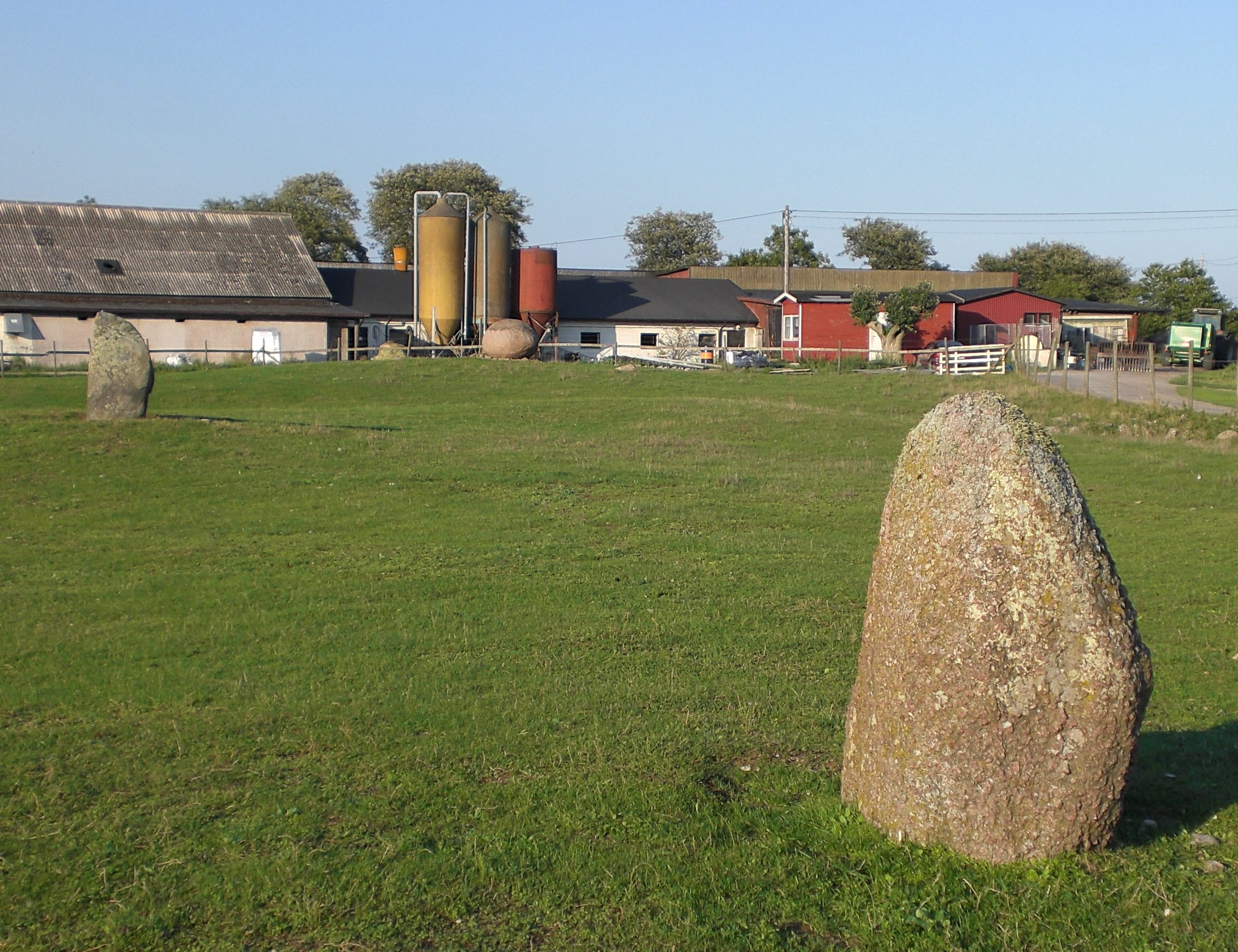
Gräberfeld – aus südlicher Richtung

Das Gräberfeld von Folkeslunda ist ein Gräberfeld im Dorf Folkeslunda auf der schwedischen Ostseeinsel Öland.
Das Gräberfeld liegt unmittelbar an der Ostküstenstraße der Insel. Besonders bekannt wurde es durch den Wälters sten, eine ungewöhnlich große und gleichförmige Grabkugel. Mit einem Gewicht von neun Tonnen ist die in einer Gletschermühle entstandene Kugel die größte Grabkugel Schwedens. Im Volksmund trägt sie den Spitznamen Kroppkakor, nach den gleichnamigen Kartoffelklößen, einem öländischen Nationalgericht. Die Grabkugel ist von einem 40 Meter großen flachen Steinkreis umgeben.
Eine gründliche Untersuchung der Anlage fand zwischen 1968 und 1973 statt. Insgesamt wurden 160 Gräber untersucht, 130 davon zwischen 1969 und 1973. Im Grab unter der Grabkugel wurden die sterblichen Überreste eine Frau und eine große Anzahl von Kinderskeletten gefunden. Die Funde reichen von der späten Bronze- bis in die späte Wikingerzeit (800–1050 n. Chr.).